# Tuna Luso Brasileira
El Tuna Luso Brasileira és un club de futbol brasiler de la ciutat de Belém a l'estat de Pará.

## Història
El club va ser fundat l'1 de gener de 1903. Tuna Luso va ser fundat inicialment com una banda de música. El primer nom de la banda fou Tuna Luso Caixeiral. Més tard adoptà el nom de Tuna Luso Comercial, i finalment el de Tuna Luso Brasileira.

## Palmarès
- Campionat brasiler Sèrie B:
  - 1985
- Campionat brasiler Sèrie C:
  - 1992
- Campionat paraense: 
  - 1937, 1938, 1941, 1948, 1951, 1955, 1958, 1970, 1983, 1988

## Jugadors destacats
- Giovanni